# Барнаульский ликёро-водочный завод
ОАО «Барнаульский ликёро-водочный завод» — бывшее предприятие пищевой промышленности в Барнауле.
Завод основан в 1899 году, и в начале XX века осуществлял функции Казённого винного склада Министерства финансов Российской империи. Здание построено по английскому проекту инженером Н. Скворцовым. Комплекс расположился на окраине города между заимкой Игумнова и кладбищем (ныне Изумрудный парк) и состоял из спиртохранилища, конюшен, складов, угольного завода, мастерских и жилого дома, которые были выложены красным кирпичом, декорированы меандровой кладкой и замковыми завершениями оконных проёмов.
Сегодня ОАО «БЛВЗ» производит ликёроводочную продукцию (около 60 наименований): водки, настойки горькие и сладкие, бальзамы. Кроме алкогольной продукции завод изготавливает лимонад, минеральную воду, квас, майонез, вафли и вафельные торты. Часть продукции идёт на экспорт.
В 2006 году завод прошёл процедуру банкротства, на нём была введена процедура конкурсного управления. В апреле 2009 года имущество БЛВЗ было выставлено на торги.

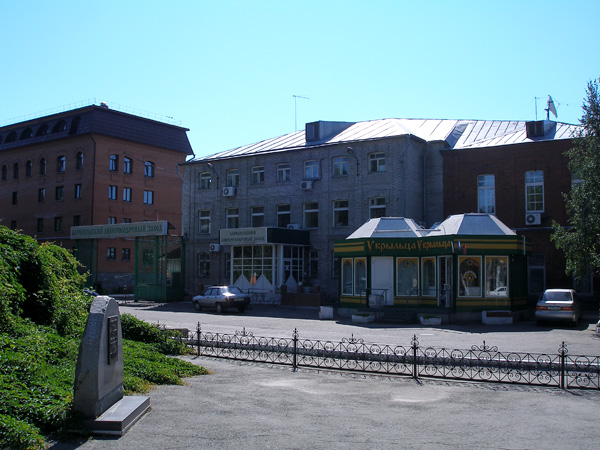
Барнаульский ликёро-водочный завод